# Upplands runinskrifter 34
Upplands runinskrifter 34 är en vikingatida runsten i Sundby, Sånga socken och Ekerö kommun. 
Runstenen är 2 meter hög och 1,98 meter bred. Runhöjden är 7-10 centimeter. Ristningen är inte signerad men attribueras till Balle.

## Inskriften
Translitterering av runraden:
suain × auk × halftan × auk × þora × litu × raisa × stain -ina × aftir × uikik × foþur sin × au(k) × at × þagn × bruþur × sin × kuþ × hialbi at þaira
Normalisering till runsvenska:
Svæinn ok Halfdan ok Þora letu ræisa stæin [þ]enna æftiʀ Viking, faður sinn, ok at Þegn, broður sinn. Guð hialpi and þæiʀa.
Översättning till nusvenska:
Sven och Halvdan och Tora läto resa denna sten efter Viking, sin fader, och efter Tägn, sin broder. Gud hjälpe deras ande.